# Элер, Генри
Генри П. Элер (англ. Henry P. Oehler, 22 марта 1916, Нью-Йорк — 9 февраля 1991, Тусон, Аризона) — американский гандболист. Участник летних Олимпийских игр 1936 года.

## Биография
Генри Элер родился 22 марта 1916 года в Нью-Йорк.
Играл в гандбол за Немецкий спортивный клуб из Бруклина — первый в США, где культивировался гандбол.
В 1936 году вошёл в состав сборной США по гандболу на летних Олимпийских играх в Берлине, занявшей 6-е место. Играл в поле, провёл 3 матча, мячей (по имеющимся данным) не забрасывал. Был одним из числа этнических немцев в составе команды.
Участвовал во Второй мировой войне, был уорент-офицером в американской армии.
Работал клерком в сфере приёма и доставки.
Умер 9 февраля 1991 года в американском городе Тусон в Аризоне.

## Семья
Старший брат — Отто Элер (1913—1941), американский гандболист. Также выступал за сборную США на летних Олимпийских играх 1936 года.